# Sibila de Saxe-Lauemburgo
Sibila de Saxe-Lauemburgo (Ratzeburg, 21 de janeiro de 1675 — Ettlingen, 10 de julho de 1733), duquesa de Saxe-Lauemburgo, foi a esposa de Luís Guilherme, Marquês de Baden-Baden e Marquesa consorte de Baden-Baden de 1690 até 1707, além de regente durante a menoridade de seu filho Luís Jorge, entre 1707 e 1727.

## Biografia
Francisca Sibila Augusta era a filha mias nova do duque Júlio Francisco de Saxe-Lauemburgo e de sua esposa, a princesa Edviges do Palatinado-Sulzbach.
Ela nasceu no Castelo de Ratzeburg e, mais tarde, em 1676, a família mudou-se para Schlackenwerth, na Boêmia, onde ela e sua irmã Ana Maria Francisca passaram a juventude. Em 1681, a princesa Edviges falece, deixando Sibila e a sua irmã órfãs de mãe.
As duas princesas representaram a única descendência legítima do duque, que morreu em 1698. As leis do Ducado de Saxe-Lauemburgo permitiam (em teoria) a sucessão feminina, no entanto a extinção do ramo masculino da Casa de Ascânia desencadeou violentos confrontos militares entre vários príncipes que fazem fronteira com a herança do ducado.
Casou-se a 27 de março de 1690 em Roudnice nad Labem com o marquês Luís Guilherme de Baden-Baden.

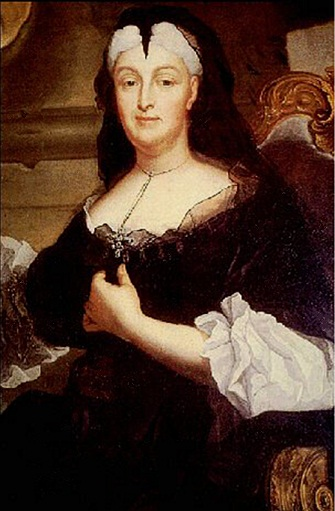
Sibila.

## Descendência
Sibila e Luís Guilherme tiveram nove filhos:
- Leopoldo Guilherme (1694-Günsburg, 1695);
- Carlos Guilherme (Augsburg, 1697-Schlackenwerth, 1703);
- Carlota (Günsburg, 1696-1700);
- Guilhermina (Schlackenwerrth, 1700-Schlackenwerth, 1702);
- Luísa (Nuremberg, 1701-1707);
- Luís Jorge (Baden, 7 de junho de 1702-Rastatt, 22 de outubro de 1761), marquês de Baden-Baden;
- Guilherme Jorge (Aschaffenburg, 1703-Baden, 1709);
- Augusta Maria Joana (Aschaffenburg, 10 de novembro de 1704-Paris, 8 de agosto de 1726), casada com Luís, Duque de Orleães;
- Augusto Jorge (Rastatt, 14 de janeiro de 1706-Rastatt, 21 de outubro de 1771), marquês de Baden-Baden.